# Juliano
Juliano, właśc. Juliano César Koagura (ur. 21 listopada 1980 w Ribeirão Preto) – brazylijski piłkarz występujący na pozycji pomocnika.

## Kariera klubowa
Wychowanek klubu Comercial FC z rodzinnego miasta Ribeirão Preto. Następnie występował w juniorskich zespołach Sport Club do Recife. W 1998 roku rozpoczął karierę na poziomie seniorskim jako gracz EC Santo André (Série C). W latach 1999–2006 był zawodnikiem Ituano FC, jednak większą część trwania kontraktu spędził on na wypożyczeniach do innych klubów: Juazeiro SC, Ceará SC, SER Caxias do Sul oraz Widzewa Łódź.
W sezonie 2003/04 występował na zasadzie wypożyczenia w Widzewie Łódź, prowadzonym przez Andrzeja Kretka. 9 sierpnia 2003 zadebiutował w I lidze w meczu przeciwko Świtowi Nowy Dwór Mazowiecki (2:2), w którym zdobył gola i od tego momentu rozpoczął regularną grę w podstawowym składzie. Na zakończenie rozgrywek Widzew zajął w tabeli ostatnią, 16. lokatę, oznaczającą spadek do II ligi, po którym jego umowę rozwiązano. Ogółem w polskiej ekstraklasie rozegrał on 23 spotkania i strzelił 2 bramki.
W połowie 2004 roku Juliano powrócił do występującego w Série B Ituano FC. W styczniu 2007 roku odszedł do Coritiba FBC, gdzie grał przez 6 miesięcy. W latach 2007–2008 był on zawodnikiem Avaí FC, dla którego rozegrał 45 ligowych spotkań i strzelił 8 goli. W trakcie pobytu w klubie dopuszczał się aktów niesubordynacji wobec sztabu szkoleniowego, co spowodowało niechęć kibiców w stosunku do jego osoby i wywołało konflikt między obiema stronami.
Na początku 2009 roku podpisał kontrakt z Clube Náutico Capibaribe. 24 maja 2009 zadebiutował w Série A w wygranym 3:2 wyjazdowym spotkaniu z Athletico Paranaense. W sezonie 2009, w którym Náutico spadło z brazylijskiej ekstraklasy, zaliczył on 20 meczów. Sezon 2010 spędził na wypożyczeniu do Duque de Caxias FC (Série B) oraz do ABC FC (Série C). Od 2011 roku występował w półzawodowych klubach z niższych kategorii rozgrywkowych. W 2014 roku zakończył karierę jako zawodnik AA Caldense, w barwach którego rywalizował na poziomie Campeonato Mineiro.